# Narathura wilemani
Narathura wilemani är en fjärilsart som beskrevs av Evans 1957. Narathura wilemani ingår i släktet Narathura och familjen juvelvingar. Inga underarter finns listade i Catalogue of Life.